# Concrete Nature: The Planetary Sand Bank
Concrete Nature: The Planetary Sand Bank er en dansk dokumentarfilm fra 2018 instrueret af Rikke Luther.

## Handling
Et arkitektonisk essay om modernitetens flydende og klippefaste grundstof - beton.